# Zé Doca
Zé Doca é um município brasileiro do estado do Maranhão. Localiza-se na microrregião de Pindaré, mesorregião do Oeste Maranhense. O município foi criado em 1987. Sua população, estimada pelo Instituto Brasileiro de Geografia e Estatística (IBGE) em 2024 era de 41.943 habitantes.
Sendo o maior município da região do Alto Turi, coordena, através da gerência de desenvolvimento e articulação regional, ações em mais 17 municípios circunvizinhos, sendo portanto carinhosamente chamada pelos habitantes da região como a "Metrópole" do Alto Turi.

## História
Elevado à categoria de município pela Lei Nº 4.865, de 15 de março de 1988, Zé Doca teve como primeiro administrador o político Nagib Haickel, nomeado interventor. Posteriormente, Francisco Barroso, ex-prefeito de Monção, tornou-se o primeiro prefeito eleito do novo município.
O crescimento local ganhou impulso após a instalação de um núcleo de colonização pela Superintendência do Desenvolvimento do Nordeste (SUDENE), que mais tarde se tornaria a Companhia de Colonização do Nordeste (COLONE), somado à chegada da BR-222, que impulsionou o desenvolvimento da região.

#### Toponímia
O município de Zé Doca originou-se de um pequeno povoado que começou com a ocupação do agricultor Zé Doca, seu primeiro morador.

## Cultura

#### Festas juninas
As festas juninas no município são realizadas na praça do Viva Zé doca, havendo apresentação de bois, quadrilhas, danças indígenas e outras danças da cidade e de toda região, mas toda cidade entra no clima junino realizando vários eventos em suas ruas. Entre as festas mais populares, está o Arraial do Zé Doca.
O mais tradicional é o pintando sete, na rua sete de setembro. Há alguns grupos folclóricos de grande tradição como o Grupo de Dança Folclórico Tico-Tico no Fubá, criado em 1995 por um grupo de alunos, e o Grupo Folclórico Flor do Sertão, é Hexa campeão, nos concursos realizados em Zé Doca.
Também há o grupo de dança indígena Muiraquitã que é considerada a melhor dança indígena da cidade com belas índias, coreografias e maravilhosas roupas.

#### Culinária
Entre os pratos mais famosos da cidade estão o bolo de arroz e o arroz de cuxá do mercado municipal (sem o camarão seco), entre outras peculiaridades típicas da culinária maranhense, que também são presença constante nas mesas dos zedoquenses.

## Economia
Em 2021, o PIB per capita de Zé Doca era de R$ 10.867,33, sendo o 65º maior entre os 217 municípios do estado e na 4.638ª colocação no ranking nacional, que abrange 5.570 cidades. Já em 2023, o município registrou uma dependência significativa de receitas externas, com 93,04% de sua arrecadação vindo de transferências governamentais. Esse percentual o colocava na 121ª posição no estado e na 1.066ª no país, evidenciando sua forte vinculação a recursos federais e estaduais.
A economia de Zé Doca baseia-se majoritariamente no comércio regional de artigos de agropecuária, além de ser o mais importante centro comercial da região maranhense do Alto Turi. Recentemente inúmeras empresas internacionais do ramo de biocombustíveis tem visitado o município visando a possibilidade de instalação de industrias de produção de biocombustíveis na região.[carece de fontes?]

#### Redes bancárias
- Caixa Econômica Federal
- Banco do Brasil
- Bradesco
- Banco do Nordeste

## Demografia
A população do município de Zé Doca, de acordo com o último censo realizado pelo IBGE - Instituto Brasileiro de Geografia e Estatística, divulgado em 1º de dezembro de 2010, apresenta os seguintes dados:
- População masculina: 24.891 habitantes
- População feminina: 25.269 habitantes
- Total das populações por gênero: 50.160 habitantes
- Zona urbana: 30.856 habitantes
- Zona rural: 19.304 habitantes
- Total da população do município: 50.160 habitantes

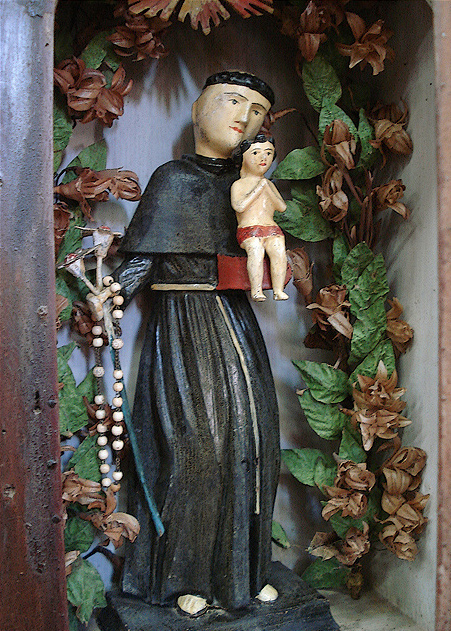
Estatueta de Santo Antônio e o Menino, padroeiro da cidade

### Religião
A religião predominante na cidade é a católica, que conta com duas ramificações na cidade: a igreja Católica Apostólica Romana (o município é a sede da Diocese de Zé Doca) e Igreja Católica Apostólica Brasileira, esta última, inclusive, foi a pioneira na cidade, só depois foi celebrada a primeira missa romana.
Além da católica, existem também várias outras denominações evangélicas em crescimento, como a 1ª Igreja Batista, Assembleia de Deus, Igreja Adventista do 7º Dia, Testemunhas de Jeová, Igreja Deus é Amor, Igreja Batista Missionária e Igreja Universal.
Há também a presença de religiões de matriz africana em Zé Doca, com destaque para a Umbanda. Concentradas principalmente em bairros periféricos como Vila Nova, Vila Barroso e Vila do Beck, essas manifestações religiosas contam com lideranças reconhecidas na cidade, como Cândido Preto, Dona Joana e Carreá.

## Geografia

### Coordenadas geográficas
- Latitude: -3.25707 (3° 15′ 25″ S)
- Longitude: -45.65 (45° 39′ 0″ O)

- Superfície: 241.375 hectares (2.413,75 km², 931,95 sq mi)
- Altitude: 30 m (98 ft)

Segundo dados do Instituto Nacional de Meteorologia (INMET), desde agosto de 1975 a menor temperatura registrada em Zé Doca foi de 17,2 °C em 17 de agosto de 1988, e a maior atingiu 38,4 °C em 1° de dezembro de 2015. O maior acumulado de precipitação em 24 horas foi de 198,3 milímetros (mm) em 28 de dezembro de 1989. Fevereiro de 2018, com 609,1 mm, foi o mês de maior precipitação, superando o antigo de recorde de 597,1 mm em março de 2009.
| Dados climatológicos para Zé Doca (OMM: 82376)                                                                                      | Dados climatológicos para Zé Doca (OMM: 82376) | Dados climatológicos para Zé Doca (OMM: 82376) | Dados climatológicos para Zé Doca (OMM: 82376) | Dados climatológicos para Zé Doca (OMM: 82376) | Dados climatológicos para Zé Doca (OMM: 82376) | Dados climatológicos para Zé Doca (OMM: 82376) | Dados climatológicos para Zé Doca (OMM: 82376) | Dados climatológicos para Zé Doca (OMM: 82376) | Dados climatológicos para Zé Doca (OMM: 82376) | Dados climatológicos para Zé Doca (OMM: 82376) | Dados climatológicos para Zé Doca (OMM: 82376) | Dados climatológicos para Zé Doca (OMM: 82376) | Dados climatológicos para Zé Doca (OMM: 82376) |
| Mês | Jan                                            | Fev                                            | Mar                                            | Abr                                            | Mai                                            | Jun                                            | Jul                                            | Ago                                            | Set                                            | Out                                            | Nov                                            | Dez                                            | Ano                                            |
| --- | ---------------------------------------------- | ---------------------------------------------- | ---------------------------------------------- | ---------------------------------------------- | ---------------------------------------------- | ---------------------------------------------- | ---------------------------------------------- | ---------------------------------------------- | ---------------------------------------------- | ---------------------------------------------- | ---------------------------------------------- | ---------------------------------------------- | ---------------------------------------------- |
| Temperatura máxima recorde (°C) | 37,8                                           | 35,2                                           | 35,8                                           | 34,6                                           | 35                                             | 34,1                                           | 34,6                                           | 36,8                                           | 37,2                                           | 37,7                                           | 37,9                                           | 38,4                                           | 38,4                                           |
| Temperatura máxima média (°C) | 32,3                                           | 31,6                                           | 31,5                                           | 31,6                                           | 32                                             | 31,9                                           | 32,2                                           | 33,4                                           | 34,3                                           | 34,6                                           | 34,4                                           | 33,7                                           | 32,8                                           |
| Temperatura média compensada (°C)                                                                                                   | 26,7                                           | 26,3                                           | 26,3                                           | 26,4                                           | 26,9                                           | 26,7                                           | 26,6                                           | 27,2                                           | 27,7                                           | 28                                             | 28,2                                           | 27,7                                           | 27,1                                           |
| Temperatura mínima média (°C) | 23,1                                           | 22,9                                           | 23,1                                           | 23,2                                           | 23,2                                           | 22,5                                           | 21,9                                           | 22,1                                           | 22,4                                           | 22,8                                           | 23,3                                           | 23,4                                           | 22,8                                           |
| Temperatura mínima recorde (°C) | 19,3                                           | 19,8                                           | 19,4                                           | 19,8                                           | 20,1                                           | 18,7                                           | 17,6                                           | 17,2                                           | 18,3                                           | 19,4                                           | 19,6                                           | 19,7                                           | 17,2                                           |
| Precipitação (mm) | 254,7                                          | 296,1                                          | 359                                            | 346,2                                          | 218,2                                          | 91,6                                           | 47,1                                           | 22,5                                           | 20,9                                           | 31,9                                           | 47,9                                           | 118                                            | 1 854,1                                        |
| Dias com precipitação (≥ 1 mm) | 17                                             | 19                                             | 22                                             | 20                                             | 16                                             | 8                                              | 5                                              | 3                                              | 3                                              | 3                                              | 5                                              | 8                                              | 129                                            |
| Umidade relativa compensada (%) | 80,6                                           | 84,1                                           | 85,4                                           | 85,2                                           | 82                                             | 78,9                                           | 76,3                                           | 71,8                                           | 68,3                                           | 67,1                                           | 67,7                                           | 72,4                                           | 76,7                                           |
| Insolação (h) | 163,7                                          | 141,8                                          | 145,9                                          | 154,7                                          | 201,1                                          | 236,5                                          | 250,9                                          | 262,1                                          | 249,4                                          | 224,6                                          | 192,2                                          | 190,7                                          | 2 413,6                                        |
| Fonte: Instituto Nacional de Meteorologia (INMET) (normal climatológica de 1981-2010; recordes de temperatura: 01/08/1975-presente) |                                                |                                                |                                                |                                                |                                                |                                                |                                                |                                                |                                                |                                                |                                                |                                                |                                                |

## Principais bairros
- Centro
- Bairro São Francisco
- Vila Nova
- Vila Barroso
- Vila do Bec
- Bairro Santa Terezinha
- Bairro Amorim
- Vila Gusmão
- Cojunto Consolata
- Conjunto São José
- Vila Boa Esperança
- Vila dos Técnicos
- Novo Horizonte
- Vila Major Corinto
- Vila Bem Vinda

## Infraestrutura

### Educação
Em 2006, chega ao município a Universidade Estadual do Maranhão (UEMA), mas o marco do desenvolvimento científico e tecnológico se dá em 2007, com a instalação no município de um campus do Instituto Federal de Educação, Ciência, Tecnologia do Maranhão. O Campus está localizado em sede própria, situada a Rua da Tecnologia, nº 215, Vila Amorim, à direita no sentido São Luis/Zé Doca, a 200m da BR-316 no km 199. O Campus está desenvolvendo no município ações de Educação, ofertando cursos técnicos na área de química, sendo referência em pesquisas sobre energias alternativas.
A instituição além de atuar como agente formador no município de Zé Doca, conta com uma das maiores equipes de docentes em diversas áreas, e com diversos projetos científicos na área de química, inclusive com trabalhos premiados e reconhecidos nacionalmente pela importância para o desenvolvimento de novas tecnologias. O Campus do IFMA oferece cursos como Técnicos em Secretariado Escolar, Técnico em Gerenciamento de Unidade de Alimentação; Técnico em Controle Ambiental, Técnico em Alimentos, e também um curso técnico em Análises Químicas muito bom por sinal, e curso técnico em Biocombustíveis. Os dois últimos são integrados ao Ensino Médio.
Atualmente a instituição está oferecendo cursos superiores como Licenciatura em Química e Tecnologia em Alimentos. Com a implantação do Campus Zé Doca/IFMA, com oportunidade de oferta da Educação Técnica e Superior, consequentemente influenciarão maior perspectiva de desenvolvimento na região.[carece de fontes?]

### Transportes
Terrestre
Conta com um terminal rodoviário onde operam companhias regulares como a Boa Esperança, Transilva, Guanabara, Itapemirim, Rota do Mar e Mãe e Filho.
Aéreo
Conta também com um aeroporto regional com cerca de 1000m de extensão e cobertura de terra.
Não opera por enquanto nenhum voo regular, mas, principalmente em temporadas políticas, a pista torna-se bastante movimentada, pois torna-se porta de entrada de políticos em campanha.

## Hino oficial
O hino oficial do município foi composto por José Gonçalves dos Santos (letra e música), tendo sua primeira versão gravada em 1988.
Em 2018 foi feita uma nova gravação do hino, com novos arranjos, mas não perdendo a essência original da primeira versão.